# Slowakische Badmintonmeisterschaft 1991
Die Slowakische Badmintonmeisterschaft 1991 war die 25. offizielle Auflage der Titelkämpfe im Badminton in der Slowakei. Sie fand vom 13. bis zum 14. April 1991 in Žilina statt.

## Medaillengewinner
| Disziplin    | Gold                           | Silber                            | Bronze                               |
| ------------ | ------------------------------ | --------------------------------- | ------------------------------------ |
| Herreneinzel | Igor Novák                     | Róbert Ježo                       | Juraj Brestovský                     |
| Dameneinzel  | Ľuba Hanzušová                 | Jana Bérešová                     | Aurita Hirková                       |
| Herrendoppel | Igor Novák Juraj Brestovský    | Juraj Lenárt Ľubomír Schmidtmayer | Róbert Ježo Jozef Škripek            |
| Damendoppel  | Ľuba Hanzušová Jana Bérešová   | Jana Kuricová Dagmar Závadová     | Andrea Juríčková Eva Lužáková        |
| Mixed        | Juraj Brestovský Eva Matyusová | Juraj Lenárt Ľuba Hanzušová       | Ľubomír Schmidtmayer Dagmar Závadová |